# Sandiás (Sabiñánigo)
Sandiás ist ein spanischer Ort in der Provinz Huesca der Autonomen Gemeinschaft Aragonien. Sandiás, im Pyrenäenvorland liegend, gehört zur Gemeinde Sabiñánigo. Der Ort hat seit Jahren keine Einwohner mehr.

## Geographie
Der Ort liegt etwa elf Kilometer (Luftlinie) südöstlich von Sabiñánigo, er ist über die N330 und danach über die Landstraße A1604 zu erreichen.

## Sehenswürdigkeiten
- Kirche in ruinösem Zustand